# Nowa Zelandia na Zimowych Igrzyskach Olimpijskich 1960
Nową Zelandię na Zimowych Igrzyskach Olimpijskich 1960 reprezentowało czworo zawodników: dwóch mężczyzn i dwie kobiety. Był to drugi start reprezentacji Nowej Zelandii na zimowych igrzyskach olimpijskich.
Wszyscy zawodnicy wystartowali tylko w jednej dyscyplinie – narciarstwie alpejskim.

## Skład kadry

### Narciarstwo alpejskie
Mężczyźni
| Zawodnik      | Konkurencja | Konkurencja | Konkurencja   | Konkurencja   | Konkurencja       | Konkurencja              | Konkurencja              | Konkurencja              |
| Zawodnik      | Zjazd       | Zjazd       | Slalom gigant | Slalom gigant | Slalom specjalny  | Slalom specjalny         | Slalom specjalny         | Slalom specjalny         |
| Zawodnik      | Czas        | Pozycja     | Czas          | Pozycje       | Czas 1. przejazdu | Czas 2. przejazdu        | Czas łączny              | Pozycja                  |
| ------------- | ----------- | ----------- | ------------- | ------------- | ----------------- | ------------------------ | ------------------------ | ------------------------ |
| Robin Chaffey | 2:29,3      | 48.         | 2:32,3        | 58.           | Dyskwalifikacja   | Nie ukończył konkurencji | Nie ukończył konkurencji | Nie ukończył konkurencji |
| Bill Hunt     | 2:32,0      | 54.         | 2:23,3        | 51.           | Dyskwalifikacja   | Nie ukończył konkurencji | Nie ukończył konkurencji | Nie ukończył konkurencji |

Kobiety
| Zawodniczka       | Konkurencja | Konkurencja | Konkurencja   | Konkurencja   | Konkurencja       | Konkurencja       | Konkurencja      | Konkurencja      |
| Zawodniczka       | Zjazd       | Zjazd       | Slalom gigant | Slalom gigant | Slalom specjalny  | Slalom specjalny  | Slalom specjalny | Slalom specjalny |
| Zawodniczka       | Czas        | Pozycja     | Czas          | Pozycja       | Czas 1. przejazdu | Czas 2. przejazdu | Czas łączny      | Pozycja          |
| ----------------- | ----------- | ----------- | ------------- | ------------- | ----------------- | ----------------- | ---------------- | ---------------- |
| Cecilia Womersley | 1:59,5      | 34.         | 1:47,7        | 27.           | 2:17,7            | 1:25,4            | 3:43,1           | 38.              |
| Patricia Prain    | 2:01,5      | 36.         | 1:52,4        | 34.           | 1:05,5            | 1:12,9            | 2:18,4           | 32.              |